# Trym Holther
 (janvier 2022).
Trym Westgaard Holther (né le 9 juillet 2003 à Askim) est un coureur cycliste norvégien.

## Biographie
En 2021, Trym Holther devient champion de Norvège du contre-la-montre chez les juniors (moins de 19 ans). Il passe ensuite professionnel en 2022 au sein de l'équipe Drone Hopper-Androni Giocattoli,.

## Palmarès
- 2021
  -  Champion de Norvège du contre-la-montre juniors
  - 1re étape du Randers Bike Week Juniors (contre-la-montre)
- 2024
  - 2e du Prix de Val-Revermont
- 2025
  - Grand Prix d'Allevard[3]
  - 1re étape du Tour de Côte-d'Or